# Championnat du Salvador de football 1962-1963
Navigation
Saison précédente Saison suivante
La Primera División 1962-1963 est la treizième édition de la première division salvadorienne.
Lors de ce tournoi, le Club Deportivo FAS a conservé son titre de champion du Salvador face aux neuf meilleurs clubs salvadoriens.
Chacun des dix clubs participant était confronté deux fois aux neuf autres équipes.

## Les 10 clubs participants
| \| San Salvador : Alianza FC CD Atlético Marte CD Águila CD Dragon San Salvador Atlante San Alejo CD Águila CD Dragon Club Deportivo FAS CD Juventud Olímpica CD Luis Ángel Firpo San Salvador \ Quequeisque \| Localisation des clubs engagés dans le championnat. |
| San Salvador : Alianza FC CD Atlético Marte CD Águila CD Dragon San Salvador Atlante San Alejo CD Águila CD Dragon Club Deportivo FAS CD Juventud Olímpica CD Luis Ángel Firpo San Salvador \ Quequeisque                                                           |

| Club                    | Stade                        | Capacité          | Ville          |
| CD Águila               | Stade Juan Francisco Barraza | 10 000            | San Miguel     |
| Alianza FC              | Stade Cuscatlán              | 45 925            | San Salvador   |
| Atlante San Alejo (en)  | Stade inconnu                | Capacité inconnue | San Alejo      |
| CD Dragon               | Stade Juan Francisco Barraza | 10 000            | San Miguel     |
| Club Deportivo FAS      | Stade Oscar Quiteño          | 15 000            | Santa Ana      |
| CD Juventud Olímpica    | Stade Ana Mercedez           | 8 000             | Sonsonate      |
| CD Luis Ángel Firpo     | Stade Sergio Torres          | 5 000             | Usulután       |
| CD Atlético Marte       | Stade Cuscatlán              | 45 925            | San Salvador   |
| Quequeisque             | Stade inconnu                | Capacité inconnue | Santa Tecla    |
| Telecomunicaciones (en) | Stade inconnu                | Capacité inconnue | Ville inconnue |

## Compétition
Les dix équipes affrontent à deux reprises les neuf autres équipes selon un calendrier tiré aléatoirement.
Le classement est établi sur l'ancien barème de points (victoire à 2 points, match nul à 1, défaite à 0).
Le départage final se fait selon les critères suivants :
- Le nombre de points.
- Un match d'appui pour départager les équipes si le titre ou la relégation est en jeu.
- La différence de buts générale.

### Classement
| Rang | Équipe                      | Pts | J  | G  | N | P  | Bp | Bc | Diff |
| ---- | --------------------------- | --- | -- | -- | - | -- | -- | -- | ---- |
| 1    | Club Deportivo FAS (T)      | 29  | 18 | 13 | 3 | 2  | 38 | 15 | +23  |
| 2    | Atlante San Alejo (en)      | 25  | 18 | 11 | 3 | 4  | 34 | 17 | +17  |
| 3    | CD Águila                   | 22  | 18 | 9  | 4 | 5  | 36 | 30 | +6   |
| 4    | CD Juventud Olímpica        | 20  | 18 | 8  | 4 | 6  | 27 | 18 | +9   |
| 5    | Alianza FC                  | 20  | 18 | 8  | 4 | 6  | 23 | 27 | -4   |
| 6    | Quequeisque                 | 16  | 18 | 5  | 6 | 7  | 30 | 34 | -4   |
| 7    | CD Atlético Marte           | 15  | 18 | 3  | 9 | 6  | 21 | 23 | -2   |
| 8    | Telecomunicaciones (en) (P) | 15  | 18 | 4  | 7 | 7  | 24 | 28 | -4   |
| 9    | CD Dragon                   | 11  | 18 | 4  | 3 | 11 | 20 | 33 | -13  |
| 10   | CD Luis Ángel Firpo         | 7   | 18 | 2  | 3 | 13 | 17 | 45 | -28  |

| Légende : Qualifications et relégations | Légende : Qualifications et relégations                  |
| --------------------------------------- | -------------------------------------------------------- |
|                                         | Relégué en Segunda División                              |
|                                         | (T) : Tenant du titre (P) : Promu de la saison 1961-1962 |

## Bilan du tournoi
| Tableau d'Honneur          |                    |
| Compétition                | Vainqueur          |
| Primera División 1962-1963 | Club Deportivo FAS |

| Promotions et relégations   |                                             |
| Relégué en Segunda División | Telecomunicaciones (en) CD Luis Ángel Firpo |
| Promu de Segunda División   | Once Municipal Universidad Barrios          |